# Siphanta expatria
Siphanta expatria är en insektsart som beskrevs av Fletcher 1985. Siphanta expatria ingår i släktet Siphanta och familjen Flatidae. Inga underarter finns listade i Catalogue of Life.